# Sabrina Maier
Sabrina Maier (4 ottobre 1994) è un'ex sciatrice alpina austriaca.

## Biografia

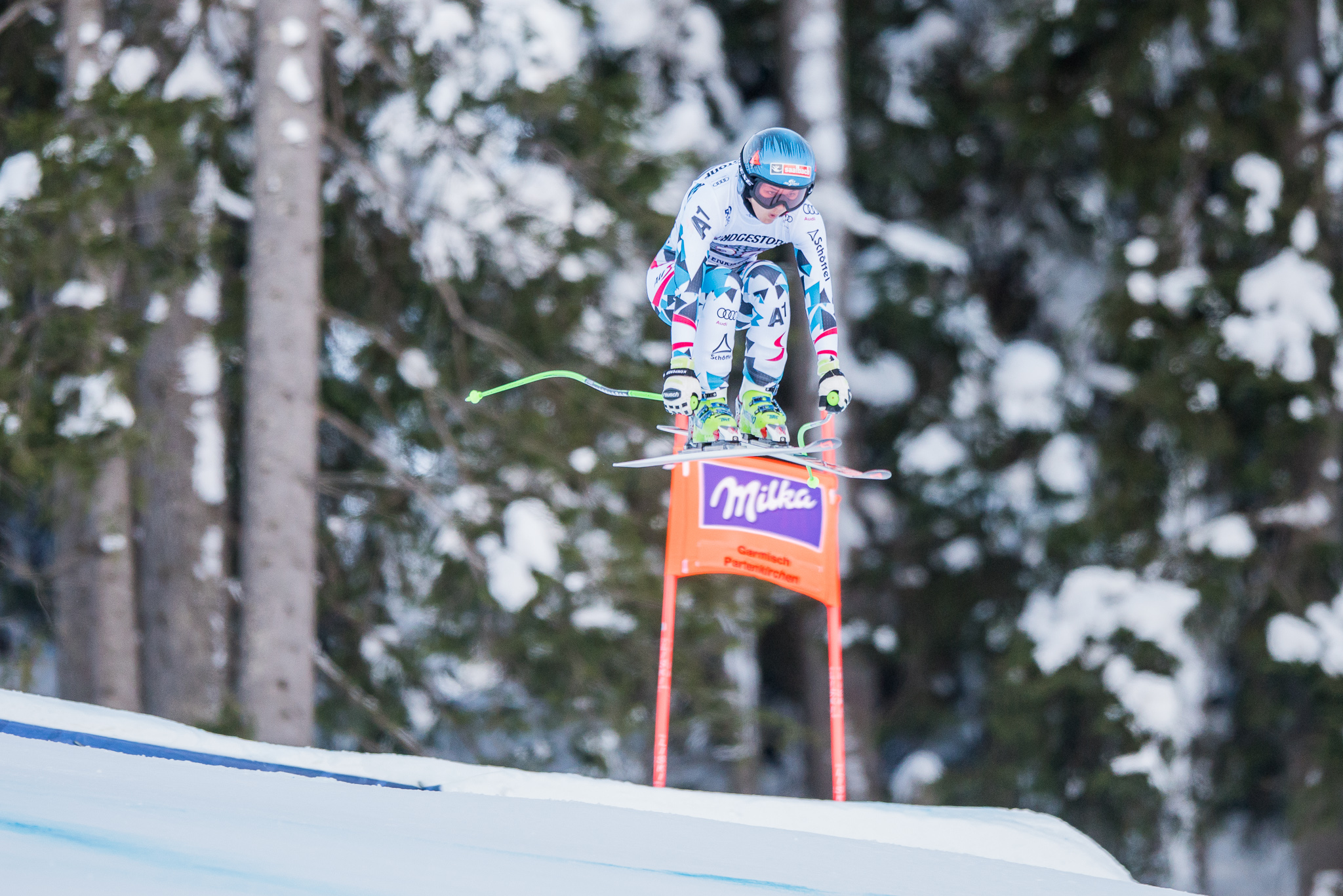
Sabrina Maier in gara a Garmisch-Partenkirchen nel 2017

Specialista delle prove veloci originaria di Saalbach-Hinterglemm e attiva dal dicembre del 2009, Sabrina Maier ha esordito in Coppa Europa il 12 gennaio 2011 ad Altenmarkt-Zauchensee in discesa libera (56ª) e in Coppa del Mondo il 4 dicembre 2015 a Lake Louise nella medesima specialità (47ª). Sempre in discesa libera ha ottenuto, a Davos il 24 gennaio 2017, il primo podio (3ª) e, il giorno seguente, la prima vittoria in Coppa Europa e il miglior risultato in Coppa del Mondo, il 18 dicembre 2021 a Val-d'Isère (17ª).
In Coppa Europa ha conquistato l'ultima vittoria l'11 gennaio 2023 ad Altenmarkt-Zauchensee in discesa libera e l'ultimo podio il 19 febbraio seguente a Crans-Montana nella medesima specialità (3ª); ha preso per l'ultima volta il via in Coppa del Mondo il 2 marzo 2024 a Kvitfjell in supergigante, senza completare la prova, e si è ritirata al termine di quella stessa stagione 2023-2024: la sua ultima gara in carriera è stata il supergigante dei Campionati austriaci 2024, disputato l'11 aprile a Reiteralm. Non ha preso parte a rassegne olimpiche o iridate.

## Palmarès

### Coppa del Mondo
- Miglior piazzamento in classifica generale: 81ª nel 2016

### Coppa Europa
- Miglior piazzamento in classifica generale: 5ª nel 2017 e nel 2023
- Vincitrice della classifica di discsa libera nel 2017
- 12 podi:
  - 3 vittorie
  - 4 secondi posti
  - 5 terzi posti

#### Coppa Europa - vittorie
| Data             | Località              | Paese    | Specialità |
| ---------------- | --------------------- | -------- | ---------- |
| 25 gennaio 2017  | Davos                 | Svizzera | DH         |
| 20 febbraio 2017 | Crans-Montana         | Svizzera | DH         |
| 11 gennaio 2023  | Altenmarkt-Zauchensee | Austria  | DH         |

Legenda:

DH = discesa libera

### South American Cup
- Miglior piazzamento in classifica generale: 13ª nel 2023
- 2 podi:
  - 1 vittoria
  - 1 secondo posto

#### South American Cup - vittorie
| Data           | Località | Paese | Specialità |
| -------------- | -------- | ----- | ---------- |
| 30 agosto 2022 | La Parva | Cile  | DH         |

Legenda:

DH = discesa libera

### Campionati austriaci
- 4 medaglie:
  - 1 oro (discesa libera nel 2021)
  - 3 argenti (supercombinata nel 2014; combinata nel 2016; discesa libera nel 2023)